# Giro del Lazio 1935
Il Giro del Lazio 1935, terza edizione della corsa, noto anche come Giro delle Quattro Provincie del Lazio, si svolse dal 25 al 27 ottobre 1935 su un percorso di 394 km suddiviso in tre tappe. Fu vinto dall'italiano Giuseppe Martano, che completò il percorso in 12h29'24" precedendo i connazionali Michele Benente e Mario Cipriani. Dei 41 ciclisti al via (su 55 iscritti), 29 portarono a termine la prova.
Riservato a professionisti e indipendenti, fu organizzato dalla Società Sportiva Ave Roma e dalla Società Sportiva Maccarese fondendo due corse già esistenti, la Roma-Tagliacozzo e la Coppa Romolo Lazzaretti.

## Percorso
Il percorso della gara era suddiviso in tre tappe. La prima, dopo il via dal Monte Sacro a Roma, doveva inizialmente transitare da Torricella in Sabina e Rocca Sinibalda (lungo la Via Salaria) e da lì fino a Tagliacozzo, ma venne ridisegnata a causa del maltempo: si attraversarono Tivoli, Vicovaro, Arsoli, Carsoli e il Passo Monte Bove (1220 m s.l.m.) giungendo a Tagliacozzo dopo soli 98 km (40 meno del previsto). Il percorso della seconda tappa, dopo il via da Tagliacozzo, discese verso Sora e Isola del Liri, passò quindi da Frosinone, città da cui iniziò la salita verso Alatri, Guarcino e gli Altipiani di Arcinazzo con il colle Cimetta (1011 m s.l.m.); dopo lo scollinamento, si discese verso Subiaco giungendo infine ad Arsoli, sede, dopo 170 km, del traguardo. La terza e ultima tappa, dopo il via da Arsoli, mosse di nuovo via Subiaco in direzione Altipiani di Arcinazzo, superati i quali si discese però verso Piglio fino a Segni Scalo; qui i ciclisti iniziarono una lieve salita verso i Colli Albani, transitando da Velletri, Genzano, Ariccia e Albano, prima della discesa verso il Motovelodromo Appio a Roma, traguardo finale.

## Tappe
| Tappa  | Data       | Percorso             | km  | Vincitore di tappa  | Leader cl. generale |
| ------ | ---------- | -------------------- | --- | ------------------- | ------------------- |
| 1ª     | 25 ottobre | Roma > Tagliacozzo   | 98  | Aldo Bini           | Aldo Bini           |
| 2ª     | 26 ottobre | Tagliacozzo > Arsoli | 170 | Giuseppe Martano    | Giuseppe Martano    |
| 3ª     | 27 ottobre | Arsoli > Roma        | 126 | Costante Girardengo | Giuseppe Martano    |
| Totale | Totale     | Totale               | 394 |                     |                     |

## Dettagli delle tappe

### 1ª tappa
- 25 ottobre: Roma > Tagliacozzo – 98 km

Risultati
| Pos. | Corridore        | Squadra | Tempo    |
| ---- | ---------------- | ------- | -------- |
| 1    | Aldo Bini        | Maino   | 2h59'38" |
| 2    | Giuseppe Martano | Fréjus  | s.t.     |
| 3    | Michele Benente  | Gloria  | a 26"    |

| Pos. | Corridore        | Squadra | Tempo    |
| ---- | ---------------- | ------- | -------- |
| 1    | Aldo Bini        | Maino   | 2h59'38" |
| 2    | Giuseppe Martano | Fréjus  | s.t.     |
| 3    | Michele Benente  | Gloria  | a 26"    |

### 2ª tappa
- 25 ottobre: Tagliacozzo > Arsoli – 170 km

Risultati
| Pos. | Corridore         | Squadra | Tempo    |
| ---- | ----------------- | ------- | -------- |
| 1    | Giuseppe Martano  | Fréjus  | 5h21'48" |
| 2    | Michele Benente   | Gloria  | a 4'02"  |
| 3    | Cesare Del Cancia | Ganna   | a 8'23"  |

| Pos. | Corridore        | Squadra | Tempo    |
| ---- | ---------------- | ------- | -------- |
| 1    | Giuseppe Martano | Fréjus  | 8h21'26" |
| 2    | Michele Benente  | Gloria  | a 4'28"  |
| 3    | Mario Cipriani   | Fréjus  | a 9'18"  |

Descrizione e riassunto
La seconda tappa è la frazione decisiva di questo Giro delle Quattro Province del Lazio: Giuseppe Martano vince per distacco accumulando oltre 4' di vantaggio su Michele Benente, 8' sul Del Cancia e su Cipriani, 8'50" su Augusto Introzzi. Durante questi 170 km si ritirano 10 corridori, oltre ad un altro che non prese il via.

### 3ª tappa
- 27 ottobre: Arsoli > Roma – 126 km

Risultati
| Pos. | Corridore           | Squadra      | Tempo    |
| ---- | ------------------- | ------------ | -------- |
| 1    | Costante Girardengo | Maino        | 3h57'58" |
| 2    | Angelo Varetto      | Fréjus       | s.t.     |
| 3    | Carlo Gambacurta    | Lavoro Fasc. | s.t.     |

| Pos. | Corridore        | Squadra | Tempo     |
| ---- | ---------------- | ------- | --------- |
| 1    | Giuseppe Martano | Fréjus  | 12h29'24" |
| 2    | Michele Benente  | Gloria  | a 4'28"   |
| 3    | Mario Cipriani   | Fréjus  | a 9'18"   |

## Classifiche finali

### Classifica generale (Top 10)
| Pos. | Corridore         | Squadra    | Tempo     |
| ---- | ----------------- | ---------- | --------- |
| 1    | Giuseppe Martano  | Fréjus     | 12h29'24" |
| 2    | Michele Benente   | Gloria     | a 4'28"   |
| 3    | Mario Cipriani    | Fréjus     | a 9'18"   |
| 4    | Cesare Del Cancia | Ganna      | a 11'43"  |
| 5    | Augusto Introzzi  | Gloria     | a 11'52"  |
| 6    | Aldo Bini         | Maino      | a 21'38"  |
| 7    | Raimondo Marini   | Permanente | a 23'38"  |
| 8    | Ezio Cecchi       | Gloria     | a 23'48"  |
| 9    | Giuseppe Sabatini | G.S. Meini | a 23'53"  |
| 10   | Giotto Cinelli    | Corridoni  | a 27'41"  |